# Xã Great Oak, Quận Palo Alto, Iowa
Xã Great Oak (tiếng Anh: Great Oak Township) là một xã thuộc quận Palo Alto, tiểu bang Iowa, Hoa Kỳ. Năm 2010, dân số của xã này là 148 người.